# Châteauvilain
 Châteauvilain  es una población y comuna francesa, en la región de Ródano-Alpes, departamento de Isère, en el distrito de La Tour-du-Pin y cantón de Bourgoin-Jallieu.

## Demografía
| 354 | 365 | 355 | 429 | 438 | 483 | 587 | 673 |
| Para los censos de 1962 a 1999 la población legal corresponde a la población sin duplicidades (Fuente: INSEE [Consultar]) |     |     |     |     |     |     |     |